# Falsoterinaea fuscorufa
Falsoterinaea fuscorufa är en skalbaggsart som först beskrevs av Masaki Matsushita 1938.  Falsoterinaea fuscorufa ingår i släktet Falsoterinaea och familjen långhorningar.
Artens utbredningsområde är Taiwan. Inga underarter finns listade i Catalogue of Life.